# Wolf Louis Anton Ferdinand von Stülpnagel
Wolf Louis Anton Ferdinand von Stülpnagel (10 tháng 1 năm 1813 tại Berlin – 11 tháng 8 năm 1885 tại Brandenburg) là một Thượng tướng Bộ binh và Kinh nhật giáo sĩ (Domherr) vùng Brandenburg của Phổ. Ông đã tham gia cuộc Chiến tranh Áo-Phổ (1866) và cuộc Chến tranh Pháp-Đức (1870 – 1871), trong đó ông đã phòng ngự thành công trước các lực lượng đông đảo của Pháp trong vòng vài tiếng đồng hồ ở trận Mars-la-Tour vào ngày 16 tháng 8, và thể hiện sự quyết đoán của mình trong trận Beaune-la-Rolande vào ngày 28 tháng 11 năm 1870.

## Cuộc đời và sự nghiệp
Wolf Louis Anton Ferdinand von Stülpnagel sinh vào tháng 1 năm 1813, trong gia đình quý tộc lâu đời von Stülpnagel vùng Uckermark. Là con trai của Trung tướng Ferdinand Wilhelm Wolf von Stülpnagel (1781 – 1839), ông đi học tại Trường Trung học Chính quy (Gymnasium) Königsberg, nơi thân phụ ông đóng quân trên cương vị là một Trung đoàn trưởng. Ông sớm nhập ngũ quân đội Phổ ở tuổi 16 khi gia nhập Trung đoàn Bộ binh số 3 vào ngày 1 tháng 5 năm 1829, tại đây ông được phong cấp Chuẩn úy (Portepeefähnrich), rồi được thăng quân hàm Thiếu úy vào ngày 21 tháng 2 năm 1831.
Trong trung đoàn của mình, ông được bổ nhiệm làm sĩ quan phụ tá Tiểu đoàn II vào năm 1834, rồi được cắt cử vào làm giảng viên của đội Thiếu sinh quân Berlin vào năm 1838. Tại đây, ông dạy các môn trong đó có Thể dục. Hai năm sau (1840), ông được lên cấp hàm Trung úy ở Berlin.
Năm sau (1841), vào ngày 3 tháng 11, ông thành hôn với Cäcilie von Lossau (15 tháng 4 năm 1809 – 27 tháng 3 năm 1886), con gái của Trung tướng Johann Friedrich Constantin von Lossau. Cuộc hôn nhân này đã mang lại cho ông một người con trai là Ferdinand Wolf Konstantin Karl vào năm 1842. 5 năm sau, vào tháng 2 năm 1847, ông xin được gia nhập quân đội Schleswig-Holstein nhưng bị từ chối, song vào ngày 27 tháng 3 năm đó ông được thăng hàm Đại úy, đồng thời được chuyển sang phục vụ các lực lượng tiền tuyến với chức vụ Đại đội trưởng trong Trung đoàn Bộ binh số 24 ở Neuruppin. Ông đã tham gia trấn áp các cuộc bạo động vào năm 1848 tại Berlin, nơi ông giành lại xưởng đúc vũ khí bị phe nổi dậy chiếm giữ, rồi tại vùng Pfalz và Baden vào năm 1849. Sau những cuộc binh lửa này, đơn vị của ông lập đồn trú tại Spandau.
Sau khi ông được lên quân hàm Thiếu tá và lãnh nhiệm chức Tiểu đoàn trưởng Tiểu đoàn số 35 (số 1 Dân quân) tại Wriezen vào ngày 4 tháng 3 năm 1854, Tiểu đoàn Dân quân này được điều về Berlin vào năm 1855. Hai năm sau, ông được đổi vào Bộ Tham mưu của Quân đoàn IV, tại đây ông được lãnh chức Tham mưu trưởng vào năm 1858 và được lên cấp Thượng tá vào ngày 31 tháng 5 năm 1859. Tiếp theo đó, ngày 29 tháng 10 năm 1859, ông được nhậm chức Tham mưu trưởng Quân đoàn III ở kinh đô Berlin, sang năm sau (1866) Vương thân Friedrich Karl Nikolaus thụ phong Tư lệnh của quân đoàn này. Từ đây, một tình bạn suốt đời giữa hai người đã được khởi đầu và họ cùng nhau tiến hành một số cải cách. Trên cương vị này, von Stülpnagel được phong cấp hàm Đại tá vào ngày 18 tháng 10 năm 1861.
Vào ngày 10 tháng 2 năm 1863, ông được ủy nhiệm làm Trung đoàn trưởng Trung đoàn Bộ binh số 41 (số 5 Đông Phổ) tại Thorn và Strasburg (Tây Phổ) vào ngày 21 tháng 6 năm 1864, ông được bổ nhiệm làm Lữ đoàn trưởng Lữ đoàn Bộ binh số 2, sau đó ông lại được điều vào Bộ Tham mưu của Quân đoàn III vào ngày 10 tháng 12 năm 1864. Tại đây, ông được thăng cấp hàm Trung tướng vào ngày 18 tháng 6 năm 1865.
Không lâu trước khi cuộc chiến tranh với Áo vào năm 1866, tướng von Stülpnagel lãnh chức Chủ nhiệm Tổng cục hậu cần (Oberquartiermeister) trong Bộ Tham mưu của Tập đoàn quân I (Quân đoàn II, III và IV). Vì những thành tích của mình trong cuộc chiến, ông được phong tặng Huân chương Quân công cao quý nhất của Phổ.

Sau khi chiến tranh chấm dứt với thắng lợi của Phổ, ông được giao chỉ huy Lữ đoàn Bộ binh số 44 ở Kassel vào ngày 30 tháng 10 năm 1866. Tiếp theo đó, ông được lên cấp hàm Trung tướng, đồng thời lãnh nhiệm chức Sư đoàn trưởng Sư đoàn Bộ binh số 5 tại Frankfurt an der Oder vào ngày 16 tháng 7 năm 1867 theo đề xuất cá nhân của Vương thân Friedrich Karl bạn ông.
3 năm sau, ông chỉ huy sư đoàn của mình như một phần thuộc biên chế của Quân đoàn III trong Tập đoàn quân II tham gia cuộc Chiến tranh Pháp-Đức (1870 – 1871). Trong trận Mars-la-Tour đẫm máu vào ngày 16 tháng 8 năm 1870, sư đoàn dưới quyền ông phải đối mặt với các lực lượng đông gấp vài lần của Pháp, nhưng ông đã cầm cự được hàng tiếng đồng hồ cho đến khi viện binh đến. Cuộc phòng ngự của ông là một trong những chìa khóa dẫn đến thắng lợi chiến lược của người Đức trong cuộc chiến và tạo điều kiện cho việc bao vây cô lập Tập đoàn quân Rhine của Pháp tại pháo đài Metz. Sau khi trận chiến kết thúc, ông báo cáo cho cấp trên của mình:
| “                          | Tôi đứng tại nơi mà tôi đã đứng. | ” |
| — Ferdinand von Stülpnagel |                                  |   |

Trong trận thư hùng ở Mars-la-Tour, ông bị thương do trúng một mảnh đạn ở chân và một con ngựa cưỡi của ông bị bắn gục. Bất chấp hậu quả của vết thương và căn bệnh thấp khớp, ông cùng với sư đoàn của mình tiếp tục tham gia cuộc vây hãm Metz cho đến khi quân Pháp trong pháo đài này đầu hàng vào ngày 27 tháng 10 năm 1870. Phải đến thời điểm này, ông mới đến Wiesbaden để chữa trị.
Tuy nhiên, một thời gian ngắn sau, trước những diễn biến mới của cuộc chiến, ông trở lại Pháp và chỉ huy sư đoàn của mình tham chiến trong trận Beaune-la-Rolande vào ngày 28 tháng 11, tại đó ông đã quyết định đến thắng lợi của quân Phổ bằng một đòn tấn công mồi nhử để cứu rỗi Quân đoàn X đang chịu áp lực nặng nề. Quân đoàn X chính là lực lượng mà Quân đoàn III trong đó có Sư đoàn số 5 của ông phải đội ơn vì đã cứu viện kịp thời ở trận Mars-la-Tour. Trận chiến Beaune-la-Rolande đã chứng tỏ lòng dũng cảm và tinh thần chủ động của tướng von Stülpnagel. Là lực lượng tiếp viện cuối cùng cho Quân đoàn X, Sư đoàn số 5 của ông nhận lệnh phòng ngự tại các vị trí được giao ở hậu tuyến trong mọi trường hợp, nhưng trái lại ông đã tung một đòn tiến công và xoay chuyển thế trận với thuận lợi cho phía Đức.

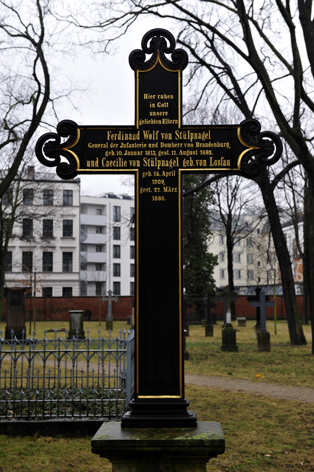
Mộ phần của tướng Ferdinand Wolf von Stülpnagel tại nghĩa trang Alten Garnisonfriedhof ở Trung Berlin

Sau đó, sư đoàn của ông cũng tham gia trận Orléans lần thứ hai và đầu tháng 12. Nhưng đặc biệt quan trọng và quyết định hơn là những thành tích của ông trong các cuộc giao chiến vào đầu tháng 1 năm 1871, kết thúc với cuộc đánh chiếm Le Mans và sự thất bại hoàn toàn của Tập đoàn quân Loire do Cộng hòa Pháp thành lập. Để tưởng thưởng công trạng của ông trong chiến dịch, ông đã được nhận nhiều phần thưởng trong đó có Bó sồi đính kèm Huân chương Quân công, Ngôi sao Tư lệnh Huân chương Vương tộc Hohenzollern với Thanh kiếm, và được ban thưởng 10 vạn thaler. 2 năm sau (1873), ông được trao tặng Huân chương Chiến công của Vương quốc Württemberg.
Sau đại thắng của người Đức trong chiến tranh, ông thoạt tiên trở về đồn binh cũ của mình, trước khi được bổ nhiệm làm Tướng tư lệnh của Quân đoàn XIII của Vương quốc Württemberg tại Stuttgart vào ngày 18 tháng 10 năm 1871. Ở đây, ông được phong cấp bậc Thượng tướng Bộ binh vào ngày 2 tháng 9 năm 1873. Tại Stuttgart, ông thực hiện trọng trách tái cấu trúc các đơn vị quân đội Württemberg theo mô hình của Phổ. Nhưng ông chỉ đảm nhiệm chức vụ này cho đến ngày 24 tháng 12 năm 1873, khi mà ông được điều về làm Thống lĩnh quân đội ở Berlin và Chỉ huy trưởng lực lượng Hiến binh (Landesgendarmerie). Ông thực hiện nhiệm vụ này cho đến khi nghỉ hưu vào ngày 16 tháng 10 năm 1875.
Ông đã được phong chức Trưởng Đại tá (Chef) của Trung đoàn Bộ binh số 48 tại Küstrin, một phần thuộc biên chế của sư đoàn mà ông đã chỉ huy kể từ năm 1867 cho đến 1871. Wolf Louis Anton Ferdinand von Stülpnagel từ trần vào ngày 11 tháng 8 năm 1885. 11 năm sau (1899), con trai ông là tướng Ferdinand Wolf Konstantin Karl được lãnh chức Tướng tư lệnh Quân đoàn V.

## Vinh danh
Trung đoàn Bộ binh số 48 (số 5 Brandenburg) đã được Đức hoàng Wilhelm đặc tên là "von Stülpnagel".

Thành phố Frankfurt am Main đã phong cho ông danh hiệu Công dân Danh dự (Ehrenbürger). Tại Küstrin và Berlin-Westend có những con đường được đặt theo tên ông.